# KHL Junior Draft 2012
KHL Junior Draft 2012 – czwarty draft do rozgrywek KHL. Łącznie wybrano 165 zawodników.
Edycja odbyła się 26 maja 2012 w Czelabińsku w hali Traktor Arena. Z numerem 1 został wybrany Dienis Aleksandrow.

## Wybrani
Pozycje: B – bramkarz, O – obrońca, N – napastnik

### Runda 1
| #  | Zawodnik (pozycja)      | Państwo   | Klub pochodzenia             | Klub wybierający          |
| -- | ----------------------- | --------- | ---------------------------- | ------------------------- |
| 1  | Dienis Aleksandrow      | Rosja     | Krylja Sowietow Moskwa       | SKA Sankt Petersburg      |
| 2  | Aleksandr Barkov (N)    | Rosja     | Tappara                      | Łokomotiw Jarosław        |
| 4  | Nikita Zadorow (O)      | Rosja     | Krasnaja Armija Moskwa       | CSKA Moskwa               |
| 7  | Radek Faksa (O)         | Czechy    | Kitchener Rangers            | Nieftiechimik Niżniekamsk |
| 8  | Nikołaj Gołdobin (N)    | Rosja     | Russkie Witiazi Czechow      | Mietałłurg Nowokuźnieck   |
| 11 | Walerij Niczuszkin (N)  | Rosja     | Biełyje Miedwiedi Czelabińsk | Traktor Czelabińsk        |
| 12 | Raman Hrabarenka (O)    | Białoruś  | Drummondville Voltigeurs     | Dynama Mińsk              |
| 13 | Rasmus Ristolainen (O)  | Finlandia | TPS                          | Amur Chabarowsk           |
| 14 | Tomáš Hertl (N)         | Czechy    | Slavia Praga                 | Siewierstal Czerepowiec   |
| 22 | Ruzal Galejew (N)       | Rosja     | Ak Bars Kazań                | Ak Bars Kazań             |
| 23 | Ville Pokka (O)         | Finlandia | Kärpät                       | Awangard Omsk             |
| 25 | Pawieł Buczniewicz (N)  | Rosja     | Siewierstal Czerepowiec      | Siewierstal Czerepowiec   |
| 28 | Siergiej Tołczinski (N) | Rosja     | Krasnaja Armija Moskwa       | CSKA Moskwa               |
| 29 | Władisław Łysienko (O)  | Rosja     | Atłanty Mytiszczi            | Atłant Mytiszczi          |
| 30 | Hampus Lindholm (O)     | Szwecja   | Rögle BK                     | Donbas Donieck            |
| 32 | Marko Daňo (N)          | Słowacja  | HC Dukla Trenczyn            | Slovan Bratysława         |

### Runda 2
| #  | Zawodnik (pozycja)     | Państwo   | Klub pochodzenia       | Klub wybierający     |
| -- | ---------------------- | --------- | ---------------------- | -------------------- |
| 33 | Iwan Barbaszow (N)     | Rosja     | HK MWD Bałaszycha      | OHK Dinamo Moskwa    |
| 37 | Władisław Gawrikow (O) | Rosja     | Łoko Jarosław          | Łokomotiw Jarosław   |
| 42 | Rickard Rakell (N)     | Szwecja   | Plymouth Whalers       | Sibir Nowosybirsk    |
| 43 | Igor Szestiorkin (B)   | Rosja     | Krylja Sowietow Moskwa | Spartak Moskwa       |
| 44 | Maksim Mamin (N)       | Rosja     | Krasnaja Armija Moskwa | CSKA Moskwa          |
| 49 | Konstantin Okułow (N)  | Rosja     | Sibir Nowosybirsk      | Sibir Nowosybirsk    |
| 55 | Johan Gustafsson (B)   | Szwecja   | Luleå HF               | Amur Chabarowsk      |
| 57 | Artturi Lehkonen (N)   | Finlandia | TPS                    | SKA Sankt Petersburg |

### Runda 3
| #   | Zawodnik (pozycja)   | Państwo    | Klub pochodzenia     | Klub wybierający        |
| --- | -------------------- | ---------- | -------------------- | ----------------------- |
| 73  | Władimir Tkaczow (N) | Rosja      | Awangard Omsk        | Awangard Omsk           |
| 87  | Elvis Merzļikins (B) | Łotwa      | HC Lugano U17        | Dinamo Ryga             |
| 90  | Jani Hakanpää (O)    | Finlandia  | Espoo Blues          | Amur Chabarowsk         |
| 91  | Sven Bärtschi (N)    | Szwajcaria | Portland Winterhawks | Siewierstal Czerepowiec |
| 94  | Nicklas Jensen (N)   | Dania      | Oshawa Generals      | Saławat Jułajew Ufa     |
| 101 | Iwan Boczarow (B)    | Rosja      | OHK Dinamo Moskwa    | OHK Dinamo Moskwa       |
| 102 | André Burakovsky (N) | Szwecja    | Malmö Redhawks       | SKA Sankt Petersburg    |

### Runda 4
| #   | Zawodnik (pozycja)      | Państwo  | Klub pochodzenia   | Klub wybierający |
| --- | ----------------------- | -------- | ------------------ | ---------------- |
| 108 | Timur Bilałow (B)       | Rosja    | Ak Bars Kazań      | Ak Bars Kazań    |
| 114 | Nathan MacKinnon (N)    | Kanada   | Halifax Mooseheads | Witiaź Czechow   |
| 118 | Kryscijan Chienkiel (O) | Białoruś | MHK Junost' Mińsk  | Dynama Mińsk     |

### Runda 5
| #   | Zawodnik (pozycja)    | Państwo  | Klub pochodzenia           | Klub wybierający           |
| --- | --------------------- | -------- | -------------------------- | -------------------------- |
| 139 | Anatolij Gołyszew (N) | Rosja    | Awtomobilist Jekaterynburg | Awtomobilist Jekaterynburg |
| 142 | Wiktor Zacharow (N)   | Ukraina  | Sokił Kijów                | CSKA Moskwa                |
| 149 | Raman Dziukau (O)     | Białoruś | Junost' Mińsk              | Dynama Mińsk               |